# Chloroperla acuta
Chloroperla acuta är en bäcksländeart som beskrevs av Berthélemy och Whytton da Terra 1980. Chloroperla acuta ingår i släktet Chloroperla och familjen blekbäcksländor. Inga underarter finns listade i Catalogue of Life.